# Canal déférent
 (13 mars 2009).
Le canal déférent ou spermiducte est chez les mammifères le canal qui permet aux spermatozoïdes de sortir de chacun des testicules et de rejoindre la prostate. Il appartient à l'appareil reproducteur masculin. Il correspond à l'urodeum des oiseaux.
Les canaux déférents constituent, avec les vésicules séminales et les canaux éjaculateurs, les voies spermatiques, dont la longueur globale mesure chez l'homme 40  à   45 cm.

## Description anatomique
Ce canal prolonge l'épididyme à l'arrière du testicule, passe par le cordon spermatique, puis au-dessus de la vessie avant d'entrer dans la prostate où il devient le canal éjaculateur avant de rejoindre l'urètre.
Les canaux déférents sont symétriques, et de longueur, diamètre et conformations parfois légèrement différentes.
La muqueuse interne du canal déférent est constituée d'épithélium prismatique pseudostratifié ; de longues cellules portent en surface des stéréocils, au-dessus d'un tissu conjonctif sous-épithélial.  Une gaine extérieure musculaire est composée de trois couches mal différentiées qui contribuent par des contractions rythmées à la circulation des spermatozoïdes et du liquide spermatique. 

Ces trois couches internes sont dites 1) longitudinale, 2) médiane (ou moyenne) annulaire et 3) externe longitudinale. Chacune de ces cellules musculaires lisses obtient sa propre innervation nerveuse, ce qui permet une grande vitesse de contraction lors de l’éjaculation. 
Le diamètre de la lumière (diamètre de l'intérieur du canal) mesuré chez des sujets vasectomisés ou lors d'autopsies est de 0,45  à   0,66 mm, mais avec des différences parfois marquées entre les canaux gauche et droit ou les différentes parties d'un même canal, entre la zone proximale (début) et distale (fin) de ce canal.
Le canal déférent est un conduit dur mesurant environ 1  à   2,5 mm de diamètre ; subdivisé en six segments :
- segment épididymo-testiculaire ;
- segment funiculaire, au sein du cordon spermatique, lui-même situé dans le canal inguinal ;
- segment inguinal, en avant de la vessie, ascendant ;
- segment iliaque ;
- segment pelvien latérovésical ;
- segment rétro vésical, marqué par une dilatation appelée ampoule déférentielle, juste avant l'abouchement avec les vésicules séminales pour former le canal éjaculateur.

## Fonctions
Même in vitro, ce canal est capable de motilité spontanée avec des contractions croissantes de l'épididyme vers l'urètre. il semble être commandé par la teneur en noradrénaline des différentes parties du canal ; ce qui semble plausible étant donné que l'éjaculation est commandée par le système nerveux sympathique.
La fermeture (occlusion pathologique ou vasectomie) de ce canal n'empêche pas les testicules de continuer à produire des spermatozoïdes, bien que certaines observations laissent penser qu'il puisse y avoir une dégénérescence des tissus testiculaires, surtout si la fermeture du canal est proche du testicule. Des spermatozoïdes mobiles peuvent réapparaître dans le sperme de certains patients après que la chirurgie a réparé une continuité vasale même après plusieurs années de vasectomie ou après des années de fermeture congénitale du canal.
La destruction du canal est appelée vasectomie.
Le cordon spermatique, contenant le segment funiculaire du déférent, renferme également les artères, veine et nerf du testicule et du muscle crémaster.